# Качиці (Сілезьке воєводство)
Качиці (пол. Kaczyce) — село в Польщі, у гміні Зебжидовиці Цешинського повіту Сілезького воєводства.
Населення — 3173 особи (2011).
У 1975-1998 роках село належало до Катовицького воєводства.

## Демографія
Демографічна структура станом на 31 березня 2011 року:
|          | Загалом | Допрацездатний вік | Працездатний вік | Постпрацездатний вік |
| -------- | ------- | ------------------ | ---------------- | -------------------- |
| Чоловіки | 1575    | 371                | 1051             | 153                  |
| Жінки    | 1598    | 321                | 963              | 314                  |
| Разом    | 3173    | 692                | 2014             | 467                  |